# Nocticanace sinaiensis
Nocticanace sinaiensis är en tvåvingeart som beskrevs av Wayne N. Mathis 1982. Nocticanace sinaiensis ingår i släktet Nocticanace och familjen Canacidae. Inga underarter finns listade i Catalogue of Life.